# Teracotona senegalensis
Teracotona senegalensis là một loài bướm đêm thuộc phân họ Arctiinae, họ Erebidae.